# Kotterer Peaks
Kotterer Peaks är en bergstopp i Antarktis. Den ligger i Östantarktis. Australien gör anspråk på området. Toppen på Kotterer Peaks är 1 910 meter över havet.
Terrängen runt Kotterer Peaks är huvudsakligen lite kuperad. Trakten är obefolkad. Det finns inga samhällen i närheten. 